# Алізея і прекрасний принц
Алізея і прекрасний принц (італ. Sorellina e il principe del sogno) — телевізійний фентезійний фільм 1996 року.

## Сюжет
Маленьку Алізею разом з п'ятьма малими братами викрадає злий чарівник Азарет. Бігти з ув'язнення Алізеї допомагає юний принц Деміон. Минають роки і їхні долі знову перетинаються.

## У ролях
| Актор                   | Роль           |
| ----------------------- | -------------- |
| Ніколь Грімаудо         | Сорелліна      |
| Вероніка Логан          | Алізея         |
| Юрген Прохнов           | Кардок         |
| Олівер Крістіан Рудольф | молодий Деміан |
| Раз Деган               | Деміан         |
| Аня Крузе               | Діоміра        |
| Бріджит Карнер          | мати Алізеї    |
| Валерія Маріні          | Фонтейн Спіріт |
| Крістофер Лі            | Азарет         |
| Карел Роден             | власник        |